# (10937) Ferris
(10937) Ferris (1998 QW54) – planetoida z pasa głównego asteroid okrążająca Słońce w ciągu 5,78 lat w średniej odległości 3,22 j.a. Odkryta 27 sierpnia 1998 roku.